# Herpès génital
Espèce
L'herpès génital est une maladie infectieuse sexuellement transmissible qui se transmet au contact d'une autre partie du corps infectée (bouton de fièvre) causée par le virus Herpes simplex (HSV) de type 1 ou 2.
Le préservatif n'est pas un moyen de protection efficace contre la transmission de l'herpès génital. Il n'offre en effet qu'une protection très faible contre le risque d'infection. Une fois contractée la maladie consiste en des démangeaisons, brûlures, petites cloques, plaies au niveau des organes génitaux et provoque des conséquences psychologiques et sociales importantes pour la personne atteinte.
L'herpès génital ne peut être guéri et évolue par crises d'intensité variable tout au long de la vie de l'individu infecté. Le traitement consiste alors en des antiviraux permettant de diminuer la contagiosité et de réduire la douleur, la durée et la fréquence des crises.
Si dans la majorité des cas cette infection chez l'adulte est sans gravité en dehors des périodes de poussées et de la gêne sociale qu'elle provoque, sa transmission au fœtus durant l'accouchement, appelée herpès néonatal, occasionne toutefois une importante mortalité et des séquelles lourdes. Dans de rares cas, chez l'adulte, des complications comme une encéphalite, une méningite ou une cécité peuvent également survenir.

## Origines
L'herpès de type 1 (HSV-1) était déjà présent il y a environ 7 millions d'années chez le dernier ancêtre commun aux chimpanzés et aux humains. L'herpès de type 2 (HSV-2) aurait quant à lui été transmis à Homo erectus par Paranthropus boisei, quelque part entre il y a 1,4 et 3 millions d'années, soit par consommation de leur viande soit par relation sexuelle. Paranthropus boisei l'aurait lui-même reçu dans 40 % des cas directement depuis l'ancêtre commun des Hominini et dans 60 % des cas depuis Homo habilis, contaminé lui-même par l'ancêtre commun,.

## Épidémiologie
Les infections génitales peuvent être causées par le virus Herpes simplex (HSV) de type 1 ou 2 mais le HSV-2 est le plus courant (environ 70 % des cas). Les infections récurrentes à HSV-2 sont très fréquentes (98 % des patients). Le HSV-1 est moins virulent et peut provoquer des symptômes plus mineurs, tels que les boutons de fièvre (herpès labial).
Les porteurs sont la plupart du temps asymptomatiques.
Le CDC estime que l'herpès génital est courant aux États-Unis et indique que plus d'une personne sur six âgée de 14 à 49 ans est atteinte.

## Mécanisme de la contamination
L’infection se transmet par :
- un contact entre une muqueuse infectée et une muqueuse saine (coït) ;
- un contact entre peau infectée et peau saine (une personne a un herpès sur un testicule et le transmet sur les fesses du partenaire) ;
- un contact entre peau ou muqueuse et sécrétion vaginale infectée ;
- un contact entre peau ou muqueuse et salive infectée.

Il semble que pour qu'il y ait infection sur la peau par les fluides (salive ou sécrétion vaginale), il est nécessaire que la peau soit abîmée.
Quand il entre dans la zone génitale, le virus peut ressortir à n'importe quel endroit dans la zone génitale (par exemple, il entre par un contact gland/fesse mais peut ressortir sur le vagin lors d'une poussée).
Les cas d’auto-inoculation à partir d’un site d’infection oral ou labial antérieure à HSV-1 sont rares et arrivent le plus souvent durant la primo-infection orale (une personne a un herpès sur la bouche pour la première fois, touche les vésicules puis se touche le sexe).
L’excrétion et la transmission asymptomatique (la personne qui est contagieuse n'a aucun signe lui faisant penser qu'elle a une poussée d'herpès) du virus sont fréquentes, surtout pour le HSV-2.

## Histoire naturelle
- La première infection (primo-infection) est souvent silencieuse.
- La période habituelle d’incubation (délai entre l'infection et les premiers signes) des primo-infections symptomatiques varie entre 2 et 21 jours.
- Les infections récidivantes se retrouvent habituellement sur le territoire des dermatomes S2 ou S3 (territoire de la peau innervé par la deuxième ou troisième racine sacrée).
- Les récidives sont fréquemment atypiques quant à leur présentation.

## Signes cliniques

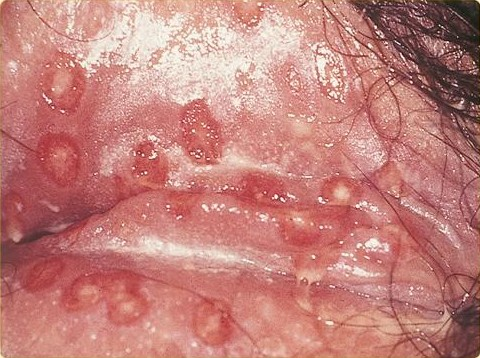
Lésions herpétiques chez la femme

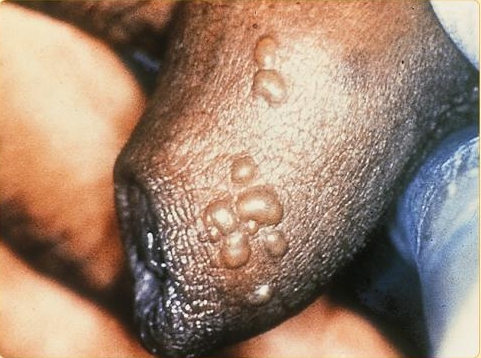
Lésions herpétiques chez l'homme

### Primo-infection
La première éruption ne se manifeste jamais tout de suite après la contamination. Il faut d'abord que le virus s'installe avant de produire des éruptions, ce qui peut prendre plusieurs semaines. La période de latence peut parfois être de plusieurs années, certains patients ne présentant aucun symptôme jusqu'à 20 ans après la primo-infection.
Au cours du premier épisode avec signe, on observe une éruption vésiculeuse et ulcérative aux points d’inoculation du virus ou à proximité. L’infection est localisée au niveau des organes génitaux externes, du pubis, du périnée et des régions péri-anales, ainsi qu’au niveau du col de l’utérus, de l’anus ou de l’urètre, suivant le type de contact. Une adénopathie (gros ganglion) au pli de l'aine, douloureuse, est fréquente. L'éruption guérit sans traitement, en règle générale, en une dizaine de jours.
- Les problèmes urinaires, y compris les retards à l’initiation de la miction ou une difficulté à uriner (dysurie), sont fréquents chez les hommes et les femmes et ils peuvent durer longtemps.
- De 40 à 70 % des primo-infections s’accompagnent de symptômes généraux, par exemple fièvre ou douleurs musculaires.
- Une méningite bénigne est observée dans 10 à 30 % des cas de primo-infection symptomatique. La ponction lombaire ramène dans ce cas un liquide stérile.

### Infection récurrente symptomatique
- Elle est due à une réactivation du virus latent.
- Les symptômes sont moins graves et durent moins longtemps que dans le cas d’une primo-infection symptomatique.
- Les manifestations de l’infection se limitent généralement aux organes génitaux externes et sont unilatérales.
- On peut observer une éruption vésiculeuse et ulcérative unilatérale ou bilatérale (chez les femmes)

## Examen de laboratoire
Pour établir le diagnostic clinique, il faut retrouver les éléments suivants : des lésions typiques ou atypiques et une culture.
La culture, après prélèvement au niveau de la lésion, demeure la méthode de prédilection à cause de sa spécificité, de sa sensibilité et de sa capacité de typer la souche du virus. Le typage de la souche est souhaitable dans la plupart des cas pour permettre de mieux prévoir les récurrences ainsi que de fournir des renseignements pertinents sur la susceptibilité du partenaire. La réaction en chaîne par polymérase (PCR) permet également d'en établir le diagnostic.
En revanche, la sérologie a une application clinique limitée. Elle consiste en la détection d'anticorps dirigés contre le HSV dans le sang du patient. La détection de ces derniers signe un contact antérieur avec le virus mais de manière retardée. Elles peuvent être utilisées pour déterminer si les femmes enceintes qui n’ont pas d’antécédents d’herpès symptomatique sont à risque. Elle ne peut déterminer naturellement s'il s'agit d'une primo-infection ou d'une récidive, mais peut définir le type de virus en cause (HSV 1 ou 2).

## Traitement
Les traitements sont de deux types : oral (traitement préventif) ou local (pommade à appliquer, traitement curatif des poussées d'herpès). Il faut traiter le plus tôt possible, c'est-à-dire dès l'apparition des signes annonciateurs d'une poussée d'herpès (démangeaisons, gênes ou irritations), ce qui aiderait à réduire la durée des crises et les douleurs afférentes.
L'utilisation de préservatifs n'est pas un mode de protection efficace face au risque de transmission de la maladie, ce dernier n'étant réduit que d'environ 30 %.
Dans tous les cas, des antalgiques peuvent être utiles et des soins d'hygiène restent utiles pour éviter une infection bactérienne surajoutée.

### Primo-infection
Le traitement antiviral est utile pour atténuer les symptômes, les complications et l’excrétion du virus, mais il est plus efficace s’il est administré au début de l’épisode symptomatique. Il ne permet pas de prévenir les récidives, sauf s'il est donné de manière prolongée.
- Valaciclovir 500  à   1 000 mg deux fois par jour pendant 5 à 7 jours.
- Aciclovir 400 mg trois fois par jour pendant 5 à 7 jours.
- Famciclovir 250 mg trois fois par jour pendant 5 à 7 jours.

### Infections récurrentes
- Valaciclovir 500 mg deux fois par jour pendant 5 jours
- Aciclovir 400 mg trois fois par jour pendant 5 jours
- Famciclovir 125 mg deux fois par jour pendant 5 jours

### Cas de la femme enceinte
Le nouveau-né peut être contaminé par la mère lors de l'accouchement s'il existe des lésions actives secondaires au HSV au niveau de la sphère génitale maternelle, provoquant un herpès néonatal aux conséquences dramatiques.
Si la primo-infection survient lors du troisième trimestre, un accouchement à terme par césarienne est impératif, prévenant ainsi la contamination. La même attitude est prônée en cas de présence de lésions d'herpès au niveau de la sphère génitale secondaire à une récidive.

### Autres traitements
De nombreux traitements non médicamenteux ont été proposés, à base de plantes, de compléments alimentaires ou d'huiles dites essentielles. Aucun n'a démontré de manière scientifique une quelconque efficacité.
S'agissant d'une infection sexuellement transmissible, les rapports protégés, voire une abstinence (si les lésions ne sont pas couvertes par le préservatif) sont conseillés lors de la phase éruptive.
Dans un couple sérodiscordant (une personne infectée, l'autre saine), il convient d'utiliser un préservatif pour tous les rapports car il est impossible de prévoir quand la personne infectée est contagieuse (il est estimé à au moins 5 à 10 % des jours de l'année le nombre de jours où une personne positive est contaminante sans symptôme). Cela n'exclut pas la contamination par d'autres voies (peau-peau)

### Vaccins
Il n'existe pas, à ce jour, de vaccination disponible. Différentes approches ont été étudiées par les chercheurs et elles représentent un véritable défi pour la recherche. De nombreuses pistes ont déjà été tentées,,,.

#### Échecs
Au cours des deux dernières décennies, de nombreux efforts ont été entrepris pour tenter de développer un vaccin, mais les résultats des essais cliniques chez l'humain se sont révélés décevants.
- Fin septembre 2010, GlaxoSmithKline a décidé de ne pas poursuivre le développement de son vaccin Herpevac/Simplirir, à la suite des résultats obtenus en phase III aux États-Unis[14]. Les essais avaient débuté en 2003. Entre 1996 et 1999, le même laboratoire avait déjà testé un vaccin en phase III, le gD2t avec l'adjuvant GSK208141, sans suite.

- D'autres sociétés ont suspendu ou abandonné leurs recherches et, notamment, Chiron Corp (Novartis), Genvec, Replicor[15], PowderMed (Pfizer), Astellas Pharma Inc, Admedus[16], Agenus[17], Biovex (Amgen), AuRx[18], Cytogenix[19], Vical[20].

- En 2010, le professeur William Halford de l'université d'Illinois a mis en ligne un brevet de vaccin reposant sur une version mutante du HSV[21],[22]. Cette technique était critiquée et jugée comme étant dangereuse, car elle utilisait l'ensemble du virus vivant plutôt qu'un fragment de protéine. Cela allait à l'encontre de la plupart des recherches depuis les années 1970, mais Halford faisait valoir que cette technique avait fait ses preuves pour les vieux vaccins pour enfants contre la rougeole, les oreillons et la rubéole. Entre 2013 et 2016, William Halford a injecté son vaccin Theravax à des patients, dans des chambres d'hôtel proches du campus et sur l'ile de Saint-Kitts-et-Nevis aux Caraïbes, en dehors de tout contrôle des autorités. En 2015, il cofonde la société Rational Vaccines avec le cinéaste Agustín Fernández. En juillet 2017, le professeur Halford décède du cancer du nez. En mars 2018, trois personnes ayant développés des effets secondaires indésirables après avoir reçu des injections ont porté l’affaire devant le tribunal dans l’Illinois[23]. D'autres patients saluent l'efficacité du vaccin et regrettent la disparition du professeur[24].

- En février 2018, Aaron Traywick d'Ascendance Biomedical s'est injecté dans la cuisse un vaccin thérapeutique, jamais testé auparavant, en direct sur les réseaux sociaux. Il était agé de 28 ans. Il est décédé 3 mois plus tard d'une overdose à la Ketamine, un hallucinogène dissociatif[25].

#### Espoirs
Restent à ce jour d'autres pistes de vaccins en étude, et notamment :
- Sanofi Pasteur poursuit des travaux depuis plusieurs années. Début 2005, David Knipe de la Harvard Medical School[26] a développé un vaccin sous le nom de dl5-29. Ses études ont été poursuivies par le laboratoire Acambis, racheté en juillet 2008 par Sanofi. La molécule est à présent suivie sous le nom HSV-529. Ce vaccin repose sur la suppression des gènes UL29 et UL5 sur le HSV-2. En octobre 2014, Sanofi Pasteur a signé un accord avec Immune Design (Merck) pour combiner le projet G103 avec ses essais[27]. Les derniers résultats prometteurs ont été publiés en octobre 2017[28].

- Genocea a obtenu de bons résultats en phase II sur son GEN-003[29]. Le laboratoire est a présent en discussion avec des partenaires potentiels pour poursuivre le développement.

Les recherches sur les antiviraux sont aussi avancées :
- Vironova et le Herpes VN-180 (phase pré-clinique) qui permettrait de bloquer le processus de réplication du virus[30] ;
- AiCuris et le AIC316 (phase II)[31] qui prépare un nouveau médicament antiviral qui se veut plus performant que les médicaments actuels[32] ;
- Nanobio et son anti-infectieux NB-00X et sa crème NB-001 (phase II)[33]. En décembre 2009, NanoBio Corporation a signé un accord avec GlaxoSmithKline pour l'utilisation du brevet de la crème NB-001 pour l'herpès labial ;
- Nonoviricides et son anti-herpes[34] étudié par le professeur Ken S. Rosenthal's de la Northeastern Ohio Universities depuis mai 2010. Le produit prendrait la forme d'une crème qui bloquerait le développement du virus sur les cellules non infectées ;
- Beechtreelabs et BTL-TML-HSV (phase I)[35] une molécule qui inhibe le ré-assemblage des particules virales après l'infection des cellules. Les essais cliniques ont débuté en septembre 2010 sur 210 patients aux États-Unis ;
- United Biopharma, basée à Taïwan, développe un médicament à anticorps, offrant un traitement plus efficace pour les patients présentant une infection par le virus de l’herpès simplex récurrent ou héréditaire (UB-621 sous licence du  Development Center for Biotechnology de Taiwan)[36]. United BioPharma prévoit de débuter des essais en phase II en février 2019 aux Etats-Unis et à Taiwan[37].

Il est relevé également un certain nombre de recherches universitaires en cours :
- l'équipe du professeur David Koelle de l'université de Washington qui a longtemps travaillé sur le projet AG707 - HerpV avec la société Agenus[38] (phase II). La société a cessé ses recherches en 2015 ;
- l'équipe du professeur Bryan R. Cullen du Département de l'Université de Duke travaille sur un médicament qui permettrait d'activer complètement le HSV1 en inhibant les microARN artificiellement. Le HSV1 pourrait alors ensuite être éliminé complètement par les antiviraux actuels[39] ;
- l'équipe du professeur Robert L. Hendricks de l'université de Pittsburg[40] qui travaille sur les réponses immunitaires au HSV-1 ;
- l'équipe des professeurs David Bloom et Alfred Lewin de l'Université de Floride travaille sur un ribozyme qui bloquerait le HSV-1[41] ;
- l'équipe du professeur Howard M. Johnson de l'Université de Floride qui a développé une peptide pour les thérapies antivirales[42] ;
- l'équipe du professeur Staffan Görander de l'université Sahlgrenska à Gothenburg en Suède qui a publié des travaux[43] sur les fonctions de l'enveloppe en glycoprotéine G du HSV-2 ;
- l'équipe du professeur Lbachir BenMohamed et d'Anthony Nesburn de l'Université de Californie a développé un vaccin pour le traitement de l'herpès génital et oculaire. Le développement de ce vaccin est poursuivi par leur société Micro Antigen Technologies[44] ;
- l'équipe du professeur Noam Vardi, Sonali Chaturvedi, Leor S. Weinberger de l'Université de Californie San Francisco ;
- le Dr Konstantin Kousoulas de l'Université de Louisiane travaille sur un vaccin à partir de souche vivante et le Dr Harvey Friedman de l'Université de Pennsylvanie a testé un vaccin réalisé à partir de protéine du HSV[45].

Enfin, le Lupidon est un vaccin développé en 1971 à partir de HSV inactivé. Ce vaccin est toujours commercialisé en Allemagne, Suisse, Autriche et Italie. Son efficacité est discutée compte tenu qu'il doit être renouvelé tous les 9 mois. Il est utilisé dans ces pays uniquement dans les cas les plus graves.

## Herpès génital et VIH
En raison des ulcérations génitales provoquées par l'herpès, le risque de contamination par le VIH, responsable du syndrome d'immunodéficience acquise (sida), est doublé.
De même, l'herpès génital peut favoriser l'installation d'une candidose (mycose due à des levures du genre Candida). Les signes cliniques des deux pathologies étant proches, la confusion en est courante.